# 末広 (岩沼市)
末広（すえひろ）は宮城県岩沼市の町丁。郵便番号は989-2426。人口は252人、世帯数は110世帯（2024年9月30日現在）。現行行政地名は末広一丁目および末広二丁目であり、全域で住居表示を実施している。旧岩沼市字志引・字桜池・字東桜の各一部。

## 地理
岩沼市中心部の東側、国道4号岩沼バイパスと五間堀川の間に位置する。東を里の杜と、西を桜と、南を藤浪と、北を名取市堀内と接している。
都市計画区域上では全域が市街化区域に指定されており、都市計画法上の用途地域では準工業地域に指定されている。
- 河川：五間堀川

## 歴史
行政区画としては陸前国名取郡岩沼郷の一部にあたり、明治4年7月14日（1871年8月19日）に廃藩置県によって仙台県の管轄に、明治5年1月8日（1872年2月16日）に宮城県へ改称された。同年4月9日（6月10日）には大区小区制の施行により宮城県第15大区小9区となり、その後の1874年（明治7年）に第8大区小10区、1876年（明治9年）に第2大区小1区にそれぞれ変更された。
大区小区制は1878年（明治11年）10月21日に廃止され、1889年（明治22年）4月1日には新たに町村制が施行、全域が岩沼町となった。
1959年（昭和34年）からは岩沼バイパスの建設が始まり、1964年（昭和39年）1月20日に完工し全線が開通した。バイパスの開通により交通アクセスが容易になり、1970年（昭和45年）には岩沼青果地方卸売市場が開設された。
1972年（昭和47年）1月31日、住居表示施行に伴い、字志引・字桜池の各一部をもって末広一丁目が、字東桜の一部をもって末広二丁目が誕生した。

### 年表
- 1969年（昭和44年） - 建設省仙台工事事務所岩沼国道維持出張所（現：国土交通省東北地方整備局仙台河川国道事務所岩沼国道維持出張所）が岩沼町字東舘下から現在地に移転する[13]。
- 1970年（昭和45年）5月1日 - 岩沼青果地方卸売市場が開設される[12]。
- 1972年（昭和47年）1月31日 - 住居表示施行に伴い、字志引・字桜池の各一部をもって末広一丁目が、字東桜の一部をもって末広二丁目が誕生する[7][14]。なお、告示は昭和47年自治省告示第27号として翌年2月26日に行われた[7]。
- 1982年（昭和57年）11月25日 - 末広公園が完成する[15]。

### 町名の変遷
町名の変遷は以下の通りである。
| 変更後の区域 | 変更後の区域 | 変更前の区域 | 変更前の区域 | 変更日                    |
| 自治体       | 町丁         | 自治体       | 字           | 変更日                    |
| ------------ | ------------ | ------------ | ------------ | ------------------------- |
| 岩沼市       | 末広一丁目   | 岩沼市       | 字志引       | 1972年（昭和47年）1月31日 |
| 岩沼市       | 末広一丁目   | 岩沼市       | 字桜池       | 1972年（昭和47年）1月31日 |
| 岩沼市       | 末広二丁目   | 岩沼市       | 字東桜       | 1972年（昭和47年）1月31日 |

## 世帯数と人口
2024年（令和6年）9月30日現在の世帯数と人口は以下の通りとなる。
| 町丁       | 世帯    | 人口  |
| ---------- | ------- | ----- |
| 末広一丁目 | 0世帯   | 0人   |
| 末広二丁目 | 252世帯 | 110人 |
| 計         | 252世帯 | 110人 |

## 小・中学校の学区
小・中学校の学区は以下の通りとなる。
| 町丁       | 街区符号・住居番号 | 小学校     | 中学校       |
| ---------- | ------------------ | ---------- | ------------ |
| 末広一丁目 | 全域               | 岩沼小学校 | 岩沼中学校   |
| 末広二丁目 | 全域               | 岩沼小学校 | 岩沼北中学校 |

## 施設

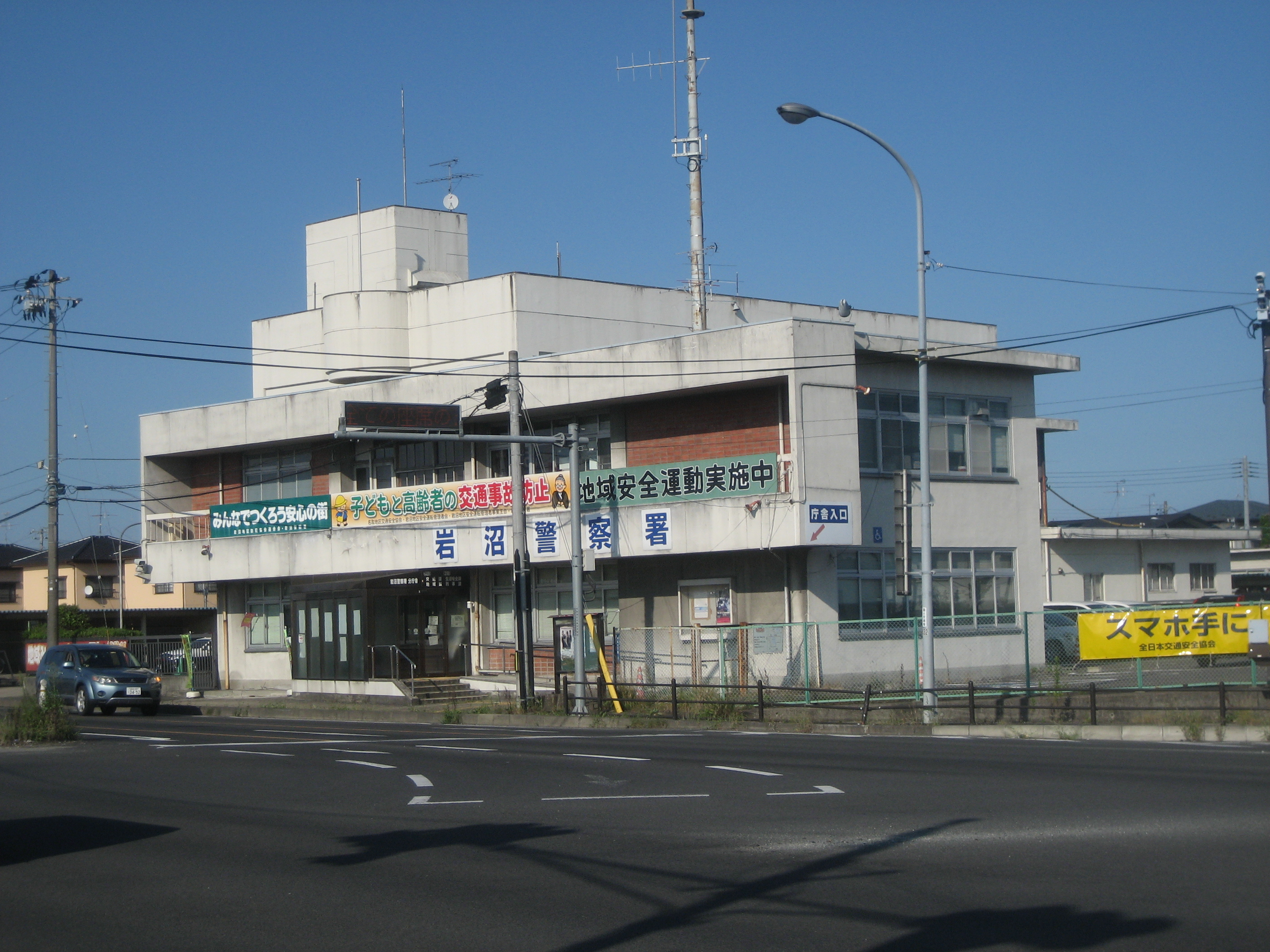
岩沼警察署（2014年9月7日）

### 公共
- 国土交通省 東北地方整備局 仙台河川国道事務所 岩沼国道維持出張所（末広一丁目6-24）[17]
- あぶくま消防本部・岩沼消防署（末広一丁目6-32）[18]
- 岩沼市農業協同組合 岩沼青果地方卸売市場（末広一丁目6-40）[19]
- 岩沼警察署（末広二丁目1-23）[20]
- 末広公園（末広二丁目3-1）[21]

### 企業・店舗
- ハリマ化成 仙台工場（末広一丁目2-1）[22]
- ビッグボーイ 岩沼店（末広一丁目2-11）[23]
- しまむら 岩沼店（末広一丁目3-5）[24]
- 仙台トヨペット 岩沼店（末広一丁目3-10）[25]
- イエローハット 岩沼店（末広一丁目3-22）[26]
- ヤマダデンキ テックランド岩沼店（末広一丁目4-14）[27]
- 𠮷野家 4号線岩沼店（末広一丁目241-1）[28]
- 東北労働金庫 岩沼支店（末広二丁目4-15）[29]
- ドラッグストアモリ 岩沼末広店[30]
- ファミリーマート 宮城岩沼バイパス店（末広二丁目10-27）[31]

## 交通

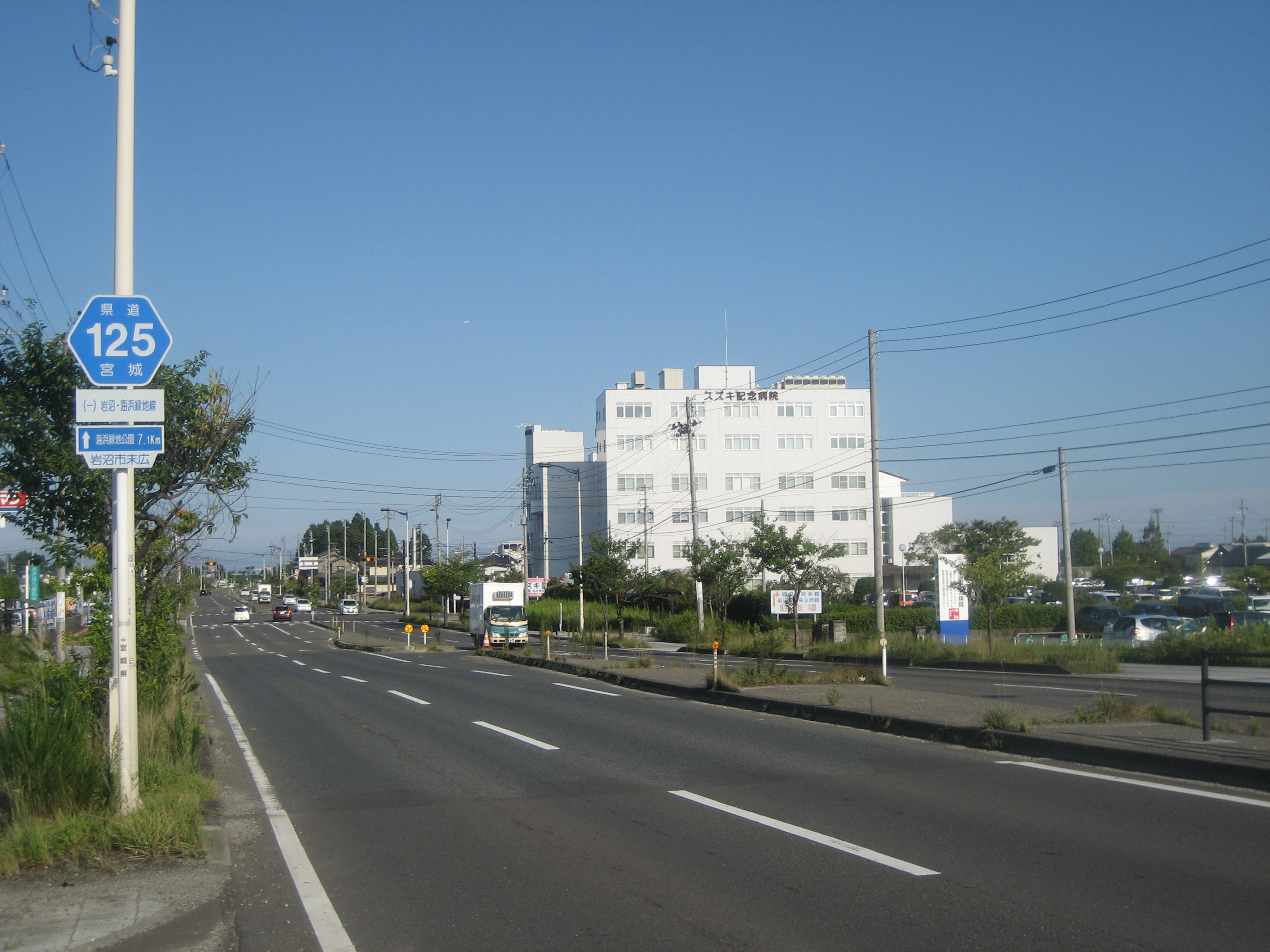
宮城県道125号岩沼海浜緑地線（2014年9月7日）

### 鉄道
鉄道駅はない。最寄り駅は■東北本線・■常磐線の岩沼駅。

### バス
バス停は末広地内に存在しないが、岩沼市民バスが通過している。

### 道路

#### 一般国道
- 国道4号（岩沼バイパス）

#### 一般県道・主要地方道
- 宮城県道125号岩沼海浜緑地線